# Сент-Клауд (Вісконсин)
Сент-Клауд (англ. St. Cloud) — селище (англ. village) в США, в окрузі Фон-дю-Лак штату Вісконсин. Населення — 489 осіб (2020).

## Географія
Сент-Клауд розташований за координатами 43°49′21″ пн. ш. 88°10′18″ зх. д. / 43.82250° пн. ш. 88.17167° зх. д. (43.822493, -88.171723).  За даними Бюро перепису населення США в 2010 році селище мало площу 2,42 км², з яких 2,38 км² — суходіл та 0,04 км² — водойми.

## Демографія
Згідно з переписом 2010 року, у селищі мешкало 477 осіб у 208 домогосподарствах у складі 143 родин. Густота населення становила 197 осіб/км².  Було 216 помешкань (89/км²).
Расовий склад населення:
| - 96,9 % — білих - 0,6 % — корінних американців - 0,4 % — азіатів - 1,5 % — осіб інших рас |

До двох чи більше рас належало 0,6 %. Частка іспаномовних становила 2,7 % від усіх жителів.
За віковим діапазоном населення розподілялося таким чином: 20,3 % — особи молодші 18 років, 63,3 % — особи у віці 18—64 років, 16,4 % — особи у віці 65 років та старші. Медіана віку мешканця становила 43,3 року. На 100 осіб жіночої статі у селищі припадало 94,7 чоловіків;  на 100 жінок у віці від 18 років та старших — 104,3 чоловіків також старших 18 років.
Середній дохід на одне домашнє господарство  становив 63 917 доларів США (медіана — 60 500), а середній дохід на одну сім'ю — 72 671 долар (медіана — 66 719). Медіана доходів становила 51 250 доларів для чоловіків та 36 250 доларів для жінок. За межею бідності перебувало 5,5 % осіб, у тому числі 0,0 % дітей у віці до 18 років та 0,0 % осіб у віці 65 років та старших.
Цивільне працевлаштоване населення становило 287 осіб. Основні галузі зайнятості: виробництво — 40,4 %, освіта, охорона здоров'я та соціальна допомога — 19,5 %, будівництво — 10,8 %, роздрібна торгівля — 8,7 %.